# Wadja Egnankou
Wadja Matthieu Egnankou est un biologiste ivoirien, chercheur à l'Université Félix-Houphouët-Boigny d'Abidjan. Il a reçu en 1992 le Prix Goldman pour l'environnement en récompense de ses efforts pour la sauvegarde des mangroves ivoiriennes.
Il affirmait en 2009 que le pont Henri-Konan-Bédié était un danger pour la biodiversité abidjanaise.